# Sira Sylla
Sira Sylla (ur. 14 marca 1980 w Rouen) – francuska polityk reprezentująca La République En Marche! W wyborach parlamentarnych czerwcu 2017 została wybrana do francuskiego Zgromadzenia Narodowego, w którym reprezentuje departament Seine-Maritime.